# Стысь, Винсент
Винсент Стысь (пол. Wincenty Styś; 30 июля 1903 — 21 апреля 1960) — польский учёный, выдающийся исследователь социально-экономических проблем сельского хозяйства, адвокат, профессор Вроцлавского университета.
Родился 30 июля 1903 года в бедной семье. Он происходил из той части крестьянства, под влиянием социально-образовательных сдвигов стремилось так воспитывать своих детей, чтобы обеспечить им более благоприятные условия жизни, по сравнению с теми, которые были у них. Школа также укрепила его амбиции в достижении своих целей, сформировала его отношение к жизненным ценностям, и это в дальнейшем помогло ему, несмотря на тяжелые материальные условия, окончить юридический факультет Львовского университета.
После войны, до 1953 года был заведующим кафедрой экономики факультета права Университета Вроцлава, соучредитель и преподаватель в Высшей школе экономики. В 1953 году он переехал по политическим причинам на факультет философии и истории Вроцлава.
Взгляды на роль государства в экономике были ядром его политической концепции и неотъемлемой частью социально-экономической доктрины. Он утверждал, что люди часто злоупотребляют сферой своей свободы и делают в ущерб другим то, что приводит к разнице в коммунальной собственности. Задача государства заключается в восстановлении социальной системы путем обеспечения равного доступа к собственности и устранения диспропорций в распределении общественного дохода.
Он умер 21 апреля 1960 в возрасте 57 лет. Был похоронен на кладбище Святого Лаврентия во Вроцлаве.

## Публикации
- Rozdrabnianie gruntów chłopskich w byłym zaborze austriackim od roku 1787 do 1931 Towarzystwo Naukowe we Lwowie, 1934 r.
- Wpływ uprzemysłowienia na ustrój rolny, Towarzystwo Naukowe we Lwowie, 1936
- Drogi postępu gospodarczego wsi. Studium szczegółowe na przykładzie zbiorowości próbnej wsi Husowa, Towarzystwo Naukowe we Lwowie, 1938[2]
- Współzależność rozwoju rodziny chłopskiej i jej gospodarstwa, Wrocławskie Towarzystwo Naukowe, Wrocław, 1959 r
- Jako członek Rady Naukowej dla Zagadnień Ziem Odzyskanych w latach 1945—1948 Styś zaprezentował koncepcję ustroju rolnego na ziemiach zachodnich i północnych, która wyszła zwycięsko z konfrontacji z innymi wariantami rozwiązań w tym zakresie, gdyż Rada Naukowa uchwaliła wniosek całkowicie zbieżny z jego wizją przeobrażeń strukturalnych wsi.